# Геваристка революционна армия
Геваристка революционна армия (ГРА) (на испански: Ejército Revolucionario Guevarista) е колумбийска партизанска организация, създадена през 1992 г., като отцепническа фракция от Армията за национално освобождение (АНО). Групировката носи името и е кръстена на аржентинския революционер Че Гевара. Неин създател и лидер е Олимпо де Хесус Санчес Каро.
Първоначално групата наброява едва 18 души, в това число Каро и братята му, но постепенно нараства до 400 партизани. Въпреки че е свързана с АНО и също извършва отвличания, тя е много по-малобройна и не е включена в списъците на САЩ и ЕС като терористична организация.
Когато се демилитаризира през август 2008 г., групировката наброява едва 45 души. През 2015 г Лидерът на ГРА е осъден на 20 г. затвор за убийства и отвличания.